# NTLMSSP
NTLMSSP, pour NT Lan Manager (NTLM) Security Support Provider, est un protocole de messagerie binaire utilisé par Microsoft Security Support Provider Interface (SSPI) pour faciliter l'authentification défi-réponse NTLM et pour négocier les options d'intégrité et de confidentialité. Le NTLMSSP est utilisé partout où l'authentification SSPI est utilisée, y compris l'authentification de sécurité étendue Server Message Block, l'authentification négociée HTTP (par exemple IIS avec IWA activé) et les services MSRPC.
Les protocoles de défi-réponse NTLMSSP et NTLM ont été documentés dans la spécification de protocole ouvert de Microsoft.